# Wilhelm-Münker-Stiftung
Die Wilhelm-Münker-Stiftung ist eine gemeinnützige Stiftung für Gesundheit, Wandern, Naturschutz und Heimatpflege mit Sitz in Siegen.
Die Stiftung hat es sich zur Aufgabe gemacht, den Schutz der natürlichen Umwelt, die Erhaltung der Gesundheit durch eine naturgemäße Lebensweise sowie die Erneuerung der Wanderfreudigkeit nicht nur zu fordern, sondern darüber hinaus Wege aufzuzeigen und eigene Maßnahmen zu ergreifen, die der Lösung dieser für unser aller Zukunft so wichtigen Fragen dienen.
Wilhelm Münker (1874–1970), Gründer der Stiftung, hat sich stets dafür eingesetzt, den notwendigen Lebensraum des Menschen, nämlich die lebendige Natur, vor den Gefahren der Zivilisation und der Industrialisierung zu schützen und die Jugend über die Notwendigkeit einer gesunden Lebensweise aufzuklären und auf die Gefährdung durch Genussgifte wie Nikotin und Alkohol hinzuweisen.
Als einen hervorragenden Weg zur Gesunderhaltung des Körpers bei gleichzeitiger Hinwendung des Menschen zur Natur und zu seiner eigenen Heimat hat Münker stets das Wandern angesehen. Über den Jugendherbergsgedanken hinaus – er war 1909 Mitbegründer des Deutschen Jugendherbergswerkes – war es daher sein Bemühen, alle Altersgruppen der Bevölkerung mit der Idee und den Vorzügen des Wanderns vertraut zu machen. Ganz von selbst ergab sich damit seine Forderung, unsere Heimat und unsere natürliche Landschaft von den Auswüchsen der Außenreklame freizuhalten.
Die Stiftung setzt sich im Sinne Wilhelm Münkers für die Ziele ein, die auch sein Lebenswerk maßgeblich bestimmt haben, um die vordringlich gewordene Forderung nach Erhaltung der Natur und der Gesundheit zu unterstützen. Die Stiftung wirbt für diese Ideen und klärt über die Gefahren auf. Darüber hinaus arbeiten die Vorstandsmitglieder in den Gremien der auf diesen Gebieten tätigen Organisationen (z. B. Deutsches Jugendherbergswerk) mit, um Wege zur Lösung dieser bedeutungsvollen Fragen aufzuzeigen.
Die Stiftung gibt seit Mitte der 1980er-Jahre im Selbstverlag die Heftreihe Studien und Beiträge zur Lebensqualität, Walderhaltung und Umweltschutz, Volksgesundheit, Wandern und Heimatschutz heraus. Autoren sind unter anderem Karl Carstens, Georg Gallus, August Gebeßler, Wolfgang Hinrichs, Eduard Kirwald, Fritz Lamerdin, Hubert Markl, Dietrich Mülder, Wilhelm Münker selbst sowie Karl-Eugen Rehfuess.